# Paracanthurus
Paracanthurus hepatus este o specie de pește chirurg din zona indo-pacifică. Un pește popular în acvariile marine, este singurul membru al genului Paracanthurus .   Câteva nume vernaculare sunt atribuite speciei, inclusiv chirurgul regal, peștele chirurg paletă, peștele chirurg albastru (ceea ce duce la confuzie cu o specie atlantică: coeruleus Acanthurus) și peștele  chirurg albastru de Pacific.

## Descriere
Paracanthurus hepatus are un corp albastru, coada galbenă și un ornament ca o „paletă” neagră. Partea de jos a corpului indivizilor din zona vest-centrală a Oceanului Indian￼￼ este galbenă.  Crește până la 30 cm.  Adulții cântăresc de obicei aproximativ 600 grame și masculii sunt în general mai mari decât femelele.  Acest pește este mai degrabă plat, ca o clătită, cu o formă circulară a corpului, cu un nas ascuțit, precum și cu solzi mici. Chirurgul regal are nouă țepi dorsali, 26–28 raze moi dorsale, trei țepi anali și 24–26 raze anale galbene moi. 

## Ecologie

### Locație
Chirurgul regal poate fi găsit în întregul Indo-Pacific. Viețuiește în recifele din Filipine, Indonezia, Japonia, Marea Barieră de Corali din Australia, Noua Caledonie, Samoa, Africa de Est și Sri Lanka .   Acest pește este unul dintre cei mai obișnuiți și mai populari pești  de acvariu marini din întreaga lume. Trăiesc în perechi sau în grupuri mici de 8 până la 14 indivizi. 
Este clasat LC (risc scăzut) de către Uniunea Internațională pentru Conservarea Naturii (IUCN), dar este vulnerabil. 

### Dietă
Hrana peștilor tineri constă în primul rând din plancton. Adulții sunt omnivori și se hrănesc cu plancton, dar pot mânca și  alge.  Depunerea icrelor are loc după-amiaza târziu și seara. Acest eveniment este marcat de o schimbare a culorii de la un albastru-închis uniform la un albastru-deschis. Peștele este important pentru sănătatea coralilor, deoarece mănâncă algele care altfel i-ar putea sufoca prin creștere excesivă. 

### Ciclu de viață
Masculii curtează agresiv membrii feminini ai grupului, ceea ce duce la o urmărire rapidă către suprafața apei în timpul căreia se eliberează icre și spermă. Icrele sunt mici, aproximativ 0,8 mm in diametru. Icrele sunt pelagice, fiecare conținând o singură picătură de ulei pentru flotare. Icrele fecundate eclozează în douăzeci și patru de ore, rezultând larve mici, translucide, cu abdomene argintii și țepi caudali rudimentari. Acești pești ating maturitatea sexuală la vârsta de 9 – 12 luni.

## Importanța pentru oameni
Chirurgul regal are o importanță comercială mică în domeniul pescuitului, cu toate acestea, este un pește-momeală. Carnea are un miros puternic și nu este foarte apreciată. Acest pește poate provoca intoxicații cu ciguatera dacă este consumat de oameni. Cu toate acestea este prins pentru acvarii. Manevrarea peștelui comportă riscul de rănire cu țepii caudali. Acești țepi, de ambele părți ale pedunculului caudal, sunt extinși din corp atunci când peștele devine excitat. Mișcările rapide laterale ale cozii pot produce răni adânci care se umflă și se decolorează, prezentând un risc de infecție. Se crede că unele specii de Acanthurus au glande veninoase, în timp ce altele nu. Țepii sunt utilizați doar ca o metodă de protecție împotriva agresorilor... Cei doi țepi ascuțiți ies din pedunculul caudal - zona în care coada se unește cu restul corpului. 

## Conservare
Specia este clasificată ca prezentând un risc scăzut de către UICN, cu toate că este amenințată de exploatarea excesivă (în special pentru comerțul cu pești de acvariu) și de practicile de pescuit distructive. Deoarece depinde de habitatele fragile din recifele coraliere, distrugerea habitatului constituie, de asemenea, o presiune în anumite părți ale arealului său. 

## În cultura populară
În 2003, filmul Disney/Pixar, În căutarea lui Nemo, unul dintre personajele principale, Dory este un chirurg regal care suferă de amnezie. Ea și părinții ei, Jenny și Charlie, apar în continuarea filmului Disney/Pixar din 2016, În căutarea lui Dory. 

## Linkuri externe
- Photos of

Paracanthurus hepatus (TSN 172320). Integrated Taxonomic Information System.